# Мекиненса (водохранилище)
Мекине́нса — водохранилище на реке Эбро, расположенное в провинции Сарагоса (Арагон, Испания).

## Характеристики

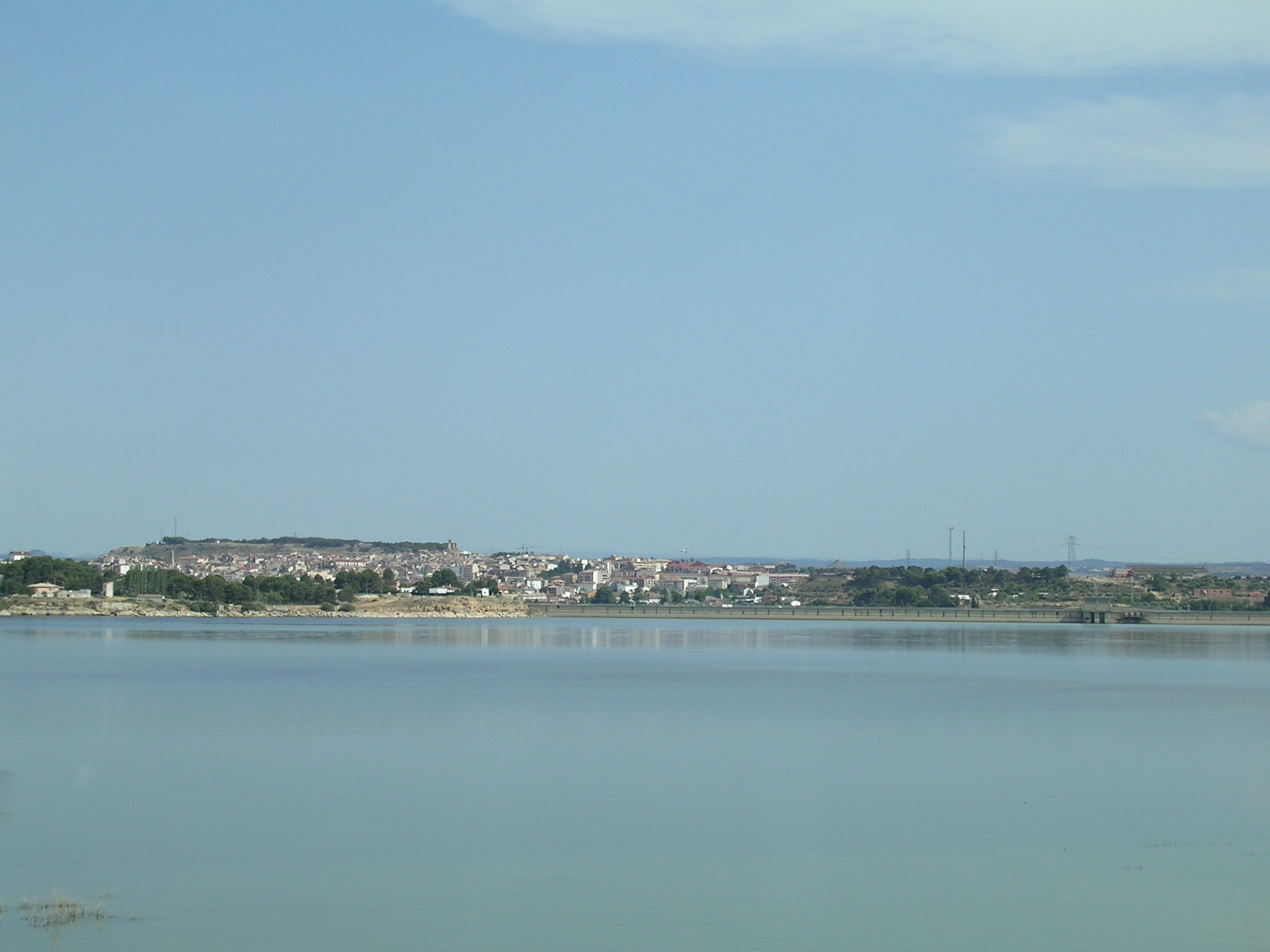
Водохранилище Мекиненса с городом Каспе на заднем плане

Водохранилище построено в 1966 году на реке Эбро, имеет площадь 7540 га воды и является самым большим водохранилищем в Арагоне. Его объём достигает 1530 м³, предназначение: производство электрической энергии. Средняя ширина 600 м, а глубина достигает более 60 м. Плотина высотой 79 м лежит на известняковых предгорьях горных массивов Монтенегро и Ла-Уэрта, в муниципалитете Мекиненса.
Водохранилище также называют Арагонское море (mar de Aragón), потому что полностью находится в пределах этого автономного сообщества, частично является границей между провинциями Уэска и Сарагоса. При создании водохранилища частично были затоплены территории муниципальных районов Мекиненса, Фрага, Каспе, Чипрана, Састаго и Эскатрон. Населённые пункты Чипрана и Каспе, расположенные в регионе Бахо-Арагон-Каспе, являются прибрежными.

## Климат
Климат континентальный и сухой с низкими температурами зимой и высокими летом. Ежегодно получает более 2600 часов солнечного света. Дожди редкие и нерегулярны, изредка выпадает снег. Годовые испарения, смягчающие климат, составляют 80 000 миллионов литров.

## Ландшафт
Ландшафт имеет чёткие контрасты: от районов, близких к Лос-Монегросу — довольно засушливых с парамосами, степями и засушливыми землями, — до районов, в которых есть небольшие сосновые леса и кермесовыми дубами, усеянные кустарником. Есть также оливковые рощи и обширный орошаемый сад. Береговые леса обильны, в них обитают многочисленные виды фауны, представляющие интерес.

## История
В 1955 году компании ENHER начала строительство плотины для комплексной гидроэлектростанции на участке реки Эбро, это дало начало к созданию большого водохранилища, длина которого составляет около 110 км, и имеет «внутреннее побережье» длиной 500 км, максимальный уровень воды составляет 121 м. Впервые река была перекрыта в декабре 1965 года, когда было затоплено 3500 гектаров полей. Инженером, ответственным за проект, был каталонец Викториано Муньос Омс.
Строительство водохранилища Мекиненса, вместе с водохранилищем Рибарройа, привело к разрушению старого города Мекиненса. несмотря на то, что повышение уровня воды не затопило всю деревню, оно затронуло большую часть его населения и наиболее плодородные сельскохозяйственные земли. Франкистские власти того времени решили уничтожить весь город, включая церковь. Многие местные жители потеряли свои рабочие места, особенно в угольной промышленности, так как многие из шахт были затоплены водой. Часть жителей города отказались родные края и построили новый Мекиненса недалеко от старого места, на этот раз вдоль реки Сегра. оставшаяся часть старой Мекиненсы была преобразована в музеи Мекиненса и Парк памяти «Хесус Монкада» («Jesús Moncada»).

## Экосистема

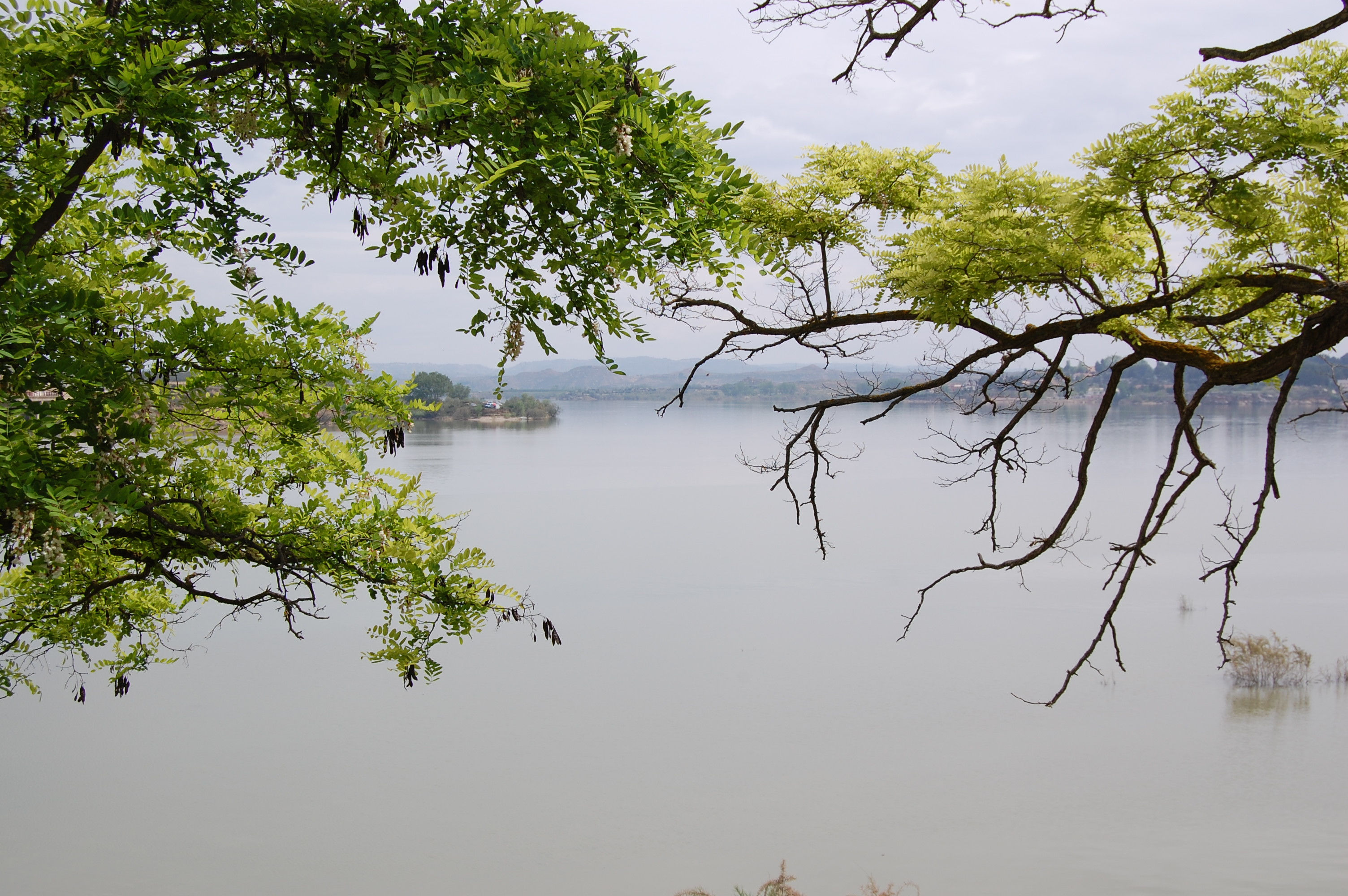
Вид на водохранилище

Речная экосистема водохранилища достаточно сбалансирована. В водохранилище проживают плодовитые рыбы, такие как обыкновенный карп и уклейка, некоторые хищные рыбы, такие как сом — самая крупная рыба во внутренних водах Европы, наделённая крупными бородами и ночной деятельностью — и чёрный окунь.
Также на водохранилище встречаются: серая цапля, зимородок, мартинете и кряква. Почти все эти виды являются аллохтонными — интродуцированными искусственно — что привело к исчезновению некоторых местных видов, таких как большая поганка. К позвоночным, связанным с речной средой, относится иберийская прудовая черепаха.
В последние годы в водохранилище Мекиненса распространились мидии-зебры, завезённые из Каспийского и Чёрного морей, они успешно адаптировались к новой среде обитания и наносят существенный вред. В сельском хозяйстве пострадали трубы, используемые для ирригации, заблокированные огромным количеством этих моллюсков.
Что касается флоры, то она преобладает на небольших берегах тамарисковых лесов, а на крайних участках водохранилища изобилуют сосны-карраско, которые спускаются вдоль берега. Есть также области тростника и искусственных насаждений белых тополей, а также небольшие леса тополей. Тимьян, алиасы и кустарники, такие как метёлка, дополняют флору экосистемы.

## Рыбалка

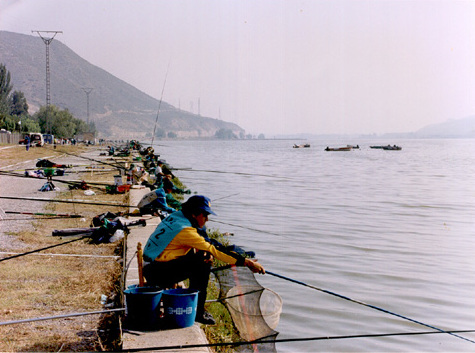
Водохранилище Мекиненса имеет большую привлекательность для любителей рыбалки

Рыбалка, вероятно, является самой главной целью туризма посетителей Арагонского моря. С самого начала стало понятно, что водохранилище Мекиненса стало туристической достопримечательностью, и сообщества рыбаков стремятся организовать свою деятельность. В 1965 году в воду было выпущено 20 000 молоди окуня и 175 000 молоди карпа. Это послужило нынешнего большого рыбного богатства, считается, что водохранилище содержит более 50 миллионов рыб. Ежегодно проводится не менее 30 соревнований, посвящённых Национальному чемпионату по рыболовству и Национальному конкурсу карповых «Автономный Арагон», в рамках фестиваля традиционных искусств и нескольких международных чемпионатов по рыбалке на чёрного окуня. Наряду с традиционной рыбалкой на карповых растёт спортивная и техническая рыбалка на окуней. В водохранилище также вылавливают карпа, карпина и уклейку, наиболее распространённый и наиболее выловленный вид; также ловятся сомы, весной 1974 года, был пойман экземпляр весом более ста килограммов и более двух метров длиной.
Что касается «чёрного окуня», то первые экземпляры были пойманы в 1960 году, а ныне он является визитной карточкой города Каспе, считающегося европейской столицей «чёрного окуня». Лов данной рыбы с лодки осуществляется с помощью искусственных приманок и многие рыбаки из других стран приезжают к этому водоёму, чтобы попрактиковаться в этом. Таким образом, в первые выходные октября проводится Международный чемпионат по рыбалке на чёрных окуней, самый престижный из всех проводимых в Европе.

## Другие виды деятельности
Вокруг Арагонского моря были построены три жилых района и несколько спортивных клубов, которые организуют соревнования по водным видам спорта, парусному спорту, гребле на каноэ и гонках на моторных лодках, со всё более консолидированной инфраструктурой портов, причалов и сооружений для ухода. В Мекиненсе также есть множество магазинов, связанных с рыбной ловлей и многочисленные места для размещения туристов, а также различные спортивные клубы, такие как Клуб Капри (Club Capri), посвящённый гребле на байдарках и каноэ. Кроме того, город стал международным туристическим центром, что является частью его экономики, поскольку многие команды гребли и каноэ тренируются и проводят подготовительные соревнования в водах водохранилища. Кроме того, у Мекиненса устойчивый уровень воды в реках, что делает его одним из лучших гоночных полей в Европе.

## Культура

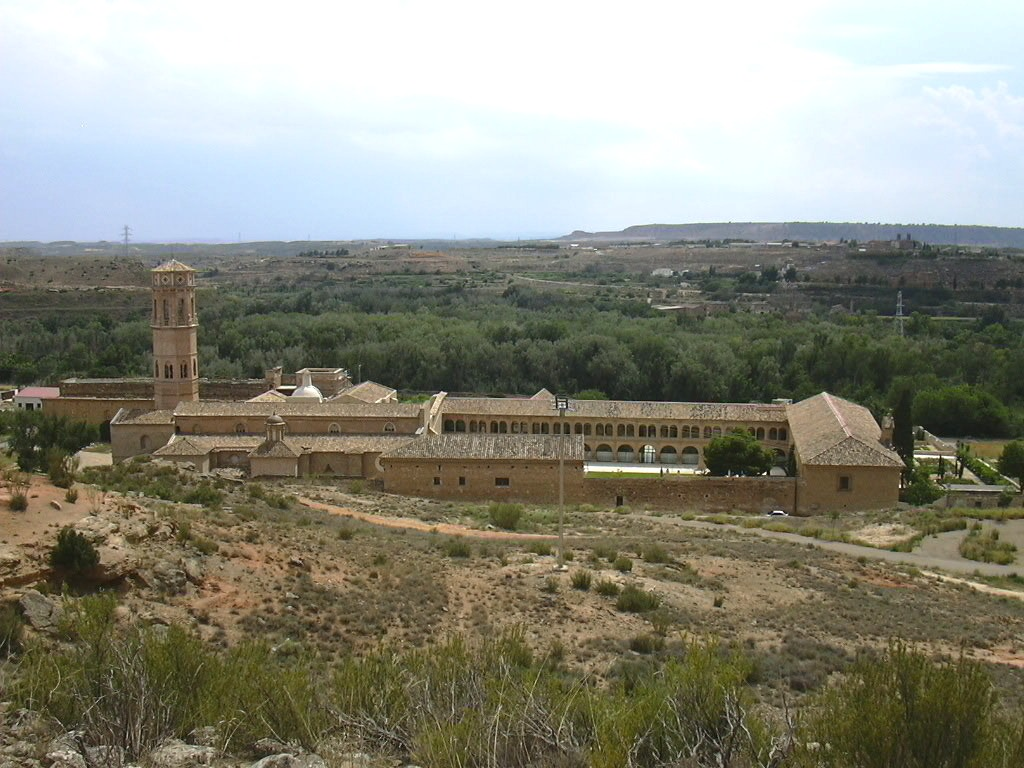
Общий вид на монастырь Руэда

В окрестностях водохранилища Мекиненса находятся сотни археологических памятников и различные римские мавзолеи, такие как Фабара, Чипрана и Миральпей. Последний из-за строительства водохранилища был перенесён в 1962 году на его нынешнее место в центре города Каспе. Другие достопримечательности: цистерцианский монастырь Богоматери Руэда и средневековые замки Мекиненса и Нонаспе, а также сеть знаковых башен войн Карлистов.
Музеи Мекиненса — ещё одна отличительная черта города. К ним относятся Музей шахты, Музей истории Мекиненса и Музей доисторического прошлого. В них можно посетить настоящую шахту длиной 1 километр, узнать историю милленаристской Мекиненцы (разрушенной в результате строительства водохранилища Рибарройа) или посмотреть репродукции основных археологических памятников, найденных в городе.
Старый город Мекиненца был преобразован в Парк памяти «Хесус Монкада» (Jesús Moncada), в котором были восстановлены улицы старого городского центра, заброшенного в результате строительства водохранилища Рибарройа, и были включены различные информационные панели, которые приглашают вас узнать о населении города. Также имеются места имеющие особую экологическую ценность, таких как Айгуабаррейг Сегре-Цинка, соляные озера Чипрана и Бухаралос или Лос Монегрос.